# AR-57
AR-57, также известная как AR Five-seven — карабин семейства AR-15, выпускающийся в двух вариантах: с возможностью вести только одиночный огонь и с возможностью ведения автоматического огня.

## Описание
Оружие разработано компанией AR57 LLC. Верхняя часть ствольной коробки является собственной разработкой компании AR57. Нижняя часть заимствована у автоматов AR-15 и M16. Автоматика оружия основана на свободном затворе, а не на отводе пороховых газов, как в случае с AR-15. 
Стрельба ведётся патронами типа 5,7×28 мм из стандартных 50-патронных магазинов FN P90, также возможна установка магазинов от AR-15 которые будут выполнять функции гильзоприемника и упора для рук при удержании (так как окно для выброса гильз находится снизу). Производство осуществляется в городе Кент, штат Вашингтон. Магазин вставляется горизонтально в верхней части цевья. .
В продаже есть как отдельные верхние части ствольных коробок, так и цельные карабины (к карабинам прилагаются два магазина от P90). Версия с ведением автоматического огня продаётся на рынке и является конкурентом для P90 и других типов оружия личной самообороны.

## В играх
- AR-57 встречается в игре CrossFire и носит название штурмовая винтовка AR FIVE SEVEN.
- Под именем AR-57 PDW это оружие встречается в игре Counter-Strike Online 2.
- Встречается в игре BRAIN / OUT
- В игре Call of Duty: Modern Warfare II присутствует под названием FSS Hurricane и относится в классу пистолетов-пулемётов.
- Фигурировала в неиспользуемых файлах игры Tom Clancy’s Rainbow Six Осада.
- В мобильной игре Girls' Frontline[англ.]присутствует персонаж AR-57, который относится к классу пистолетов-пулемётов
- Встречается в мобильной и компьютерной игре Arena Breakout и относится к классу автоматов.